# Farman F.220

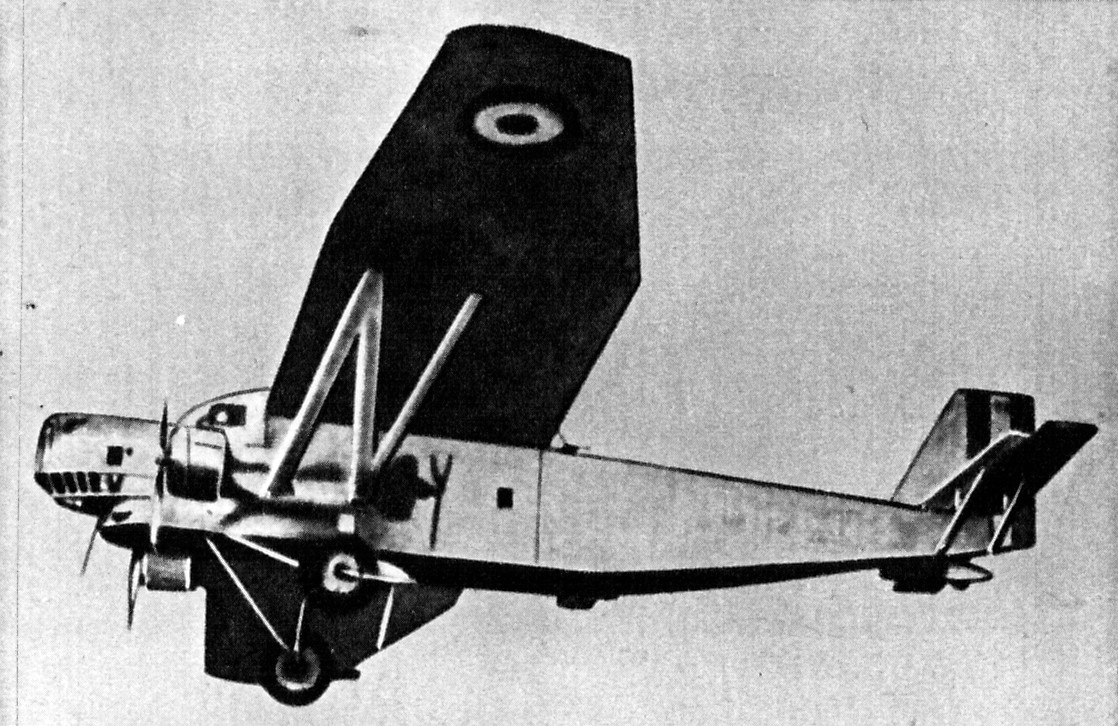
Farman F.221

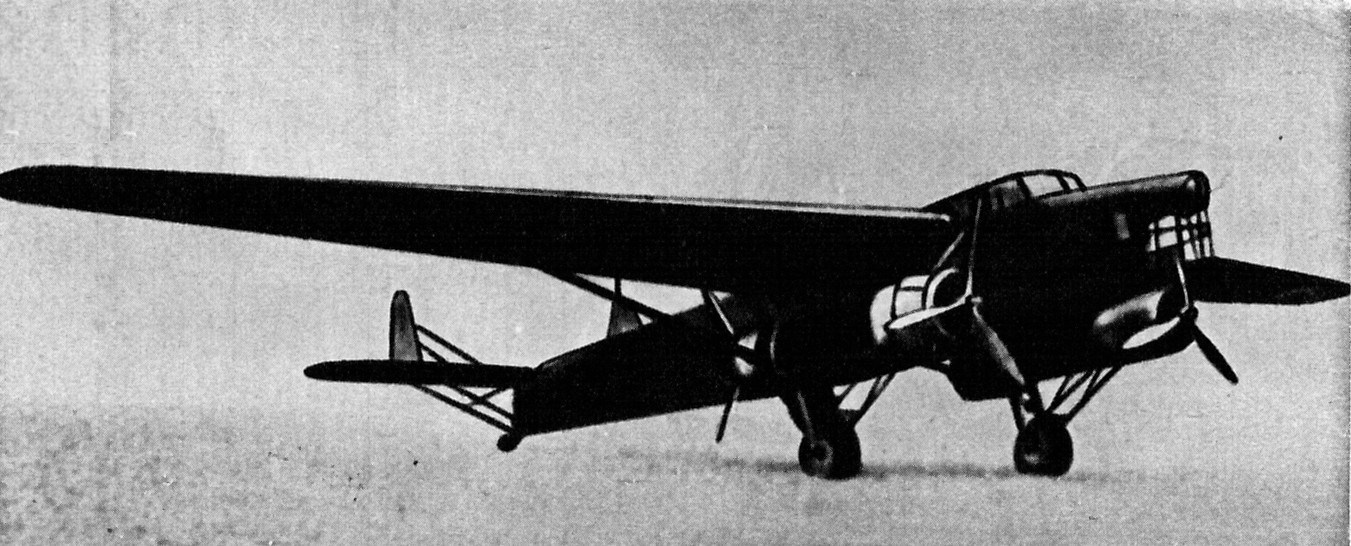
Farman F.223

Фарман F.220 (фр. Farman F.220) — французский тяжелый бомбардировщик и военно-транспортный самолёт Второй мировой войны. Самолёт разработан в конструкторском бюро фирмы «Фарман» под руководством М.Рока. Серийно производился на заводах «Фарман» в Бийянкуре и Туссус-ле-Нобле с 1935 по 1938 год. После проведенной в 1936 году национализации авиационной промышленности предприятия вошли в состав государственного объединения SNCAC, а F.220 получил название NC.223. Всего изготовлено 70 самолётов.
На вооружение ВВС Франции самолёт поступил в 1936 году. В боевых действиях бомбардировщики применялись во время Битвы за Францию. Использование F.220 окончательно прекратилось к 1944 году.

## Применение
С началом войны 3 °F.223.4 были реквизированы у компании Air France включены в состав эскадрильи E5 ВВС флота.

### Битва за Францию
К моменту начала немецкого наступления в мае 1940 года, в частях ВВС имелся 31 самолёт Farman F.222, из них 24 в метрополии:
- G.B.I / 15 (Реймс-Курси): 11 °F.222
- G.B.II / 15 (Реймс-Курси): 9 °F.222
- 43e G.A.M. (Тиес, Сенегал): 3 °F.222
- E.B.2 / 41 (Тонг, Сонтай, Тонкин): 4 °F.221
- G.I.A.I / 601 (Авиньон-Пюжо): 4 °F.224
- 3 °F.223.4 включены в Авиатранспортную группу.

## Модификации
Farman F.220
Farman F.220.01 — прототип с двигателями Hispano-Suiza 12Lbr (построен 1)
Farman F.220B — почтовый самолёт (переделан из F.220)
Farman F.220-0 — серийная модификация F.220B (построено 4)
Farman F.221
закрытые стрелковые точки, двигатели Gnome-Rhône 14Kdrs, (построено 10 и 1 прототип F.221.01).
Farman F.222
основная серийная модель
Farman F.222.1 — убирающееся шасси, складывающиеся башни, двигатели Gnome-Rhône 14Kirs (построено 11)
Farman F.222.01 прототип, переделанный из F.221.01
Farman F.222.2 — F.222.1 с укороченным носом и ликвидированной передней стрелковой точкой, двигатели Gnome-Rhône 14N-11, (построено 24).
Farman F.2220 — прототип авиалайнера для компании Air France Ville de Dakar, двигатели Hispano-Suiza 12Xgrs, (построен 1).
Farman F.223
изменённое хвостовое оперение, звездообразные 1100-сильные (820 kW) Hispano-Suiza 14AA-08 / Hispano-Suiza 14AA-09 engines
S.N.C.A.C. NC.223.1 — прототип, достроен как почтовый самолёт Laurent Guerrero (1)
S.N.C.A.C. NC.223.01 — прототип бомбардировщика с Hispano-Suiza 12Xirs (1 экземпляр)
S.N.C.A.C. NC.223.2 — проект бомбардировщика с Gnome et Rhône 14N, не выпускался
S.N.C.A.C. NC.223.3 — бомбардировщик с 910-сильными Hispano-Suiza 12Y-29 (построено 8)
S.N.C.A.C. NC.223.4 — почтовый самолёт (построено 3: Camille Flammarion (F-AQJM), Jules Verne, и Le Verrier)
S.N.C.A.C. NC-2230 — почтовый самолёт с двигателями Hispano-Suiza 12Xirs, 1 экземпляр;
S.N.C.A.C. NC-2233 — бомбардировщик с Hispano-Suiza 12Y-29, (построено 15).
S.N.C.A.C. NC-2234 — 3 авиалайнера для Air France, двигатели Hispano-Suiza 12Y-37.
Farman F.224
40-местный авиалайнер с двигателями Gnome-Rhône 14N-01 предлагался Air France, но не принят (построено 6)
Farman F.224TT — военно-транспортный вариант F.224 для ВВС.

## Тактико-технические характеристики
Приведённые ниже характеристики соответствуют модификации F.222.2:
Источник данных: "Уголок неба"

Технические характеристики
- Экипаж: 5 человек
- Длина: 21,45 м
- Размах крыла: 36,0 м
- Высота: 5,2 м
- Площадь крыла: 186,0 м²
- Масса пустого: 10 800 кг
- Максимальная взлётная масса: 18 700 кг
- Силовая установка: 4 × воздушных Gnome-Rhône 14N
- Мощность двигателей: 4 × 950 л.с. (4 × 708 кВт)

Лётные характеристики
- Максимальная скорость: 360 км/ч
- Крейсерская скорость: 325 км/ч
- Практическая дальность: 2 200 км
- Практический потолок: 8 000 м
- Скороподъёмность: 7,8 м/с

Вооружение
- Стрелково-пушечное: 3 × 7,5 мм пулемёта MAC 1934 в носовой, верхнефюзеляжной и полуубирающейся подфюзеляжной огневых точках
- Боевая нагрузка: до 3900 кг бомб

## Операторы
Франция
- Air France
- Военно-воздушные силы Франции
- Авиация ВМС Франции
- ВВС Виши
- ВВС «Свободной Франции»

## Аварии и катастрофы
- 27 ноября 1940 года почтовый Farman NC.223.4 (Le Verrier F-AROA) компании Air France во время перелёта Марсель-Мариньян — Бейрут-Дамаск радировал о нескольких попаданиях в него близ мыса Спартивенто и вскоре упал в воды Средиземного моря, погибли все 5 членов экипажа, включая пилотов Анри Гийоме и Марселя Рейне[фр.] и обоих пассажиров: новоназначенного комиссара правительства Виши в Леванте Жана Кьяппа[англ.] и его помощника[3][4]
- 19 января 1941 года около полудня, Farman F.222 ВВС Франции, следовавший по маршруту Марсель-Тунис-Бейрут, по неизвестным причинам произвёл вынужденную посадку в 10 километрах от аэродрома Бейрут, все 4 члена экипажа были ранены, самолёт повреждён и позже списан[5].

## Самолёт в массовой культуре

### В сувенирной и игровой индустрии
Фирма Azur Air выпускает сборные модели Farman F.220 в масштабе 1:72 модификаций 223.1 (Chef pilote Laurent Guerrero F-APUZ), 223.3 (FL-AFM) и 223.4 (J.Verne, Le Verrier).

## В компьютерных играх
F.222.2 и N.C.223.3 введены в War Thunder вместе с французской веткой бомбардировщиков вместе с патчем 1.73 «Vive la France» (1 ноября 2017 года).

## Аналоги
- Fokker F.32[англ.]
- ТБ-3
- ТБ-5